# (Marie's the Name) His Latest Flame
Singles de Elvis Presley
Wild in the Country /
I Feel So Bad Rock-A-Hula Baby /
Can't Help Falling in Love
Clip vidéo
[vidéo] « (Marie's the Name) His Latest Flame (audio) », sur YouTube
(Marie's the Name) His Latest Flame est une chanson, dont l'interprétation la plus célèbre est celle d'Elvis Presley, sortie en single sur le label RCA Victor en 1961.

## Composition
La chanson a été écrite par Doc Pomus et Mort Shuman. Elle utilise le diddley beat, le rythme caractéristique de Bo Diddley.

## Histoire
La chanson a été initialement enregistrée par Del Shannon sur son album Runaway with Del Shannon, sorti en juin 1961.